# Isambard Kingdom Brunel

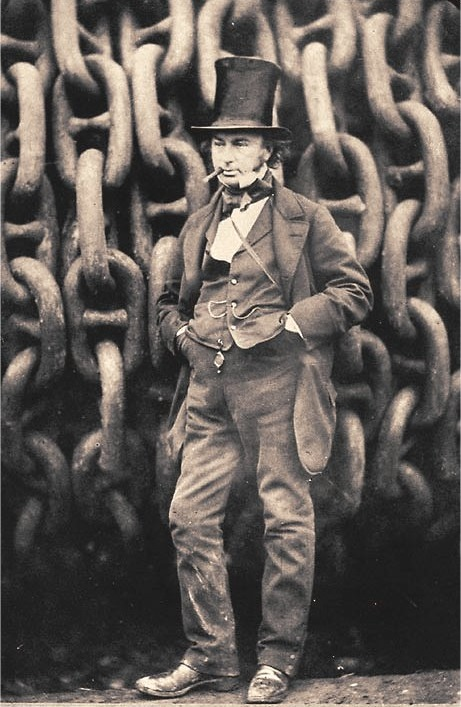
Isambard Kingdom Brunel

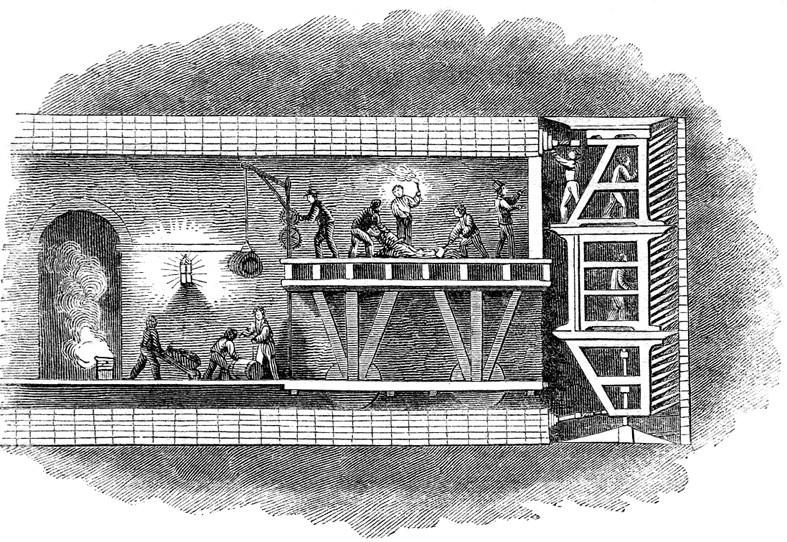
De aanleg van de Thames Tunnel

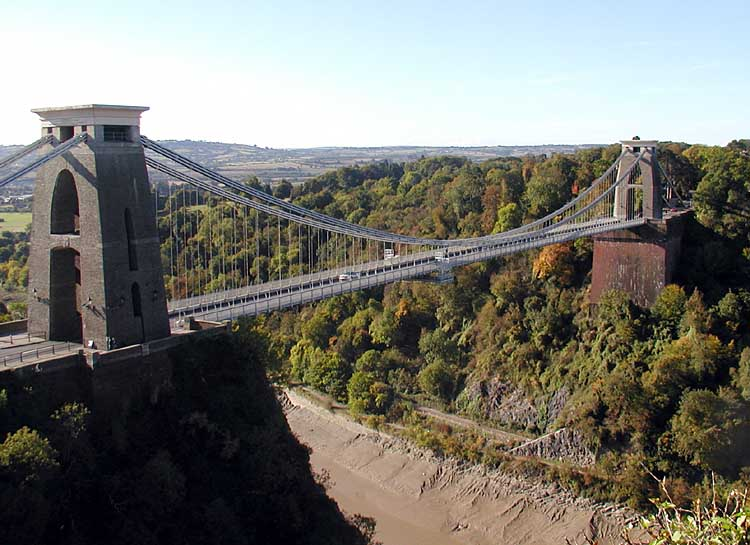
De Clifton Suspension Bridge

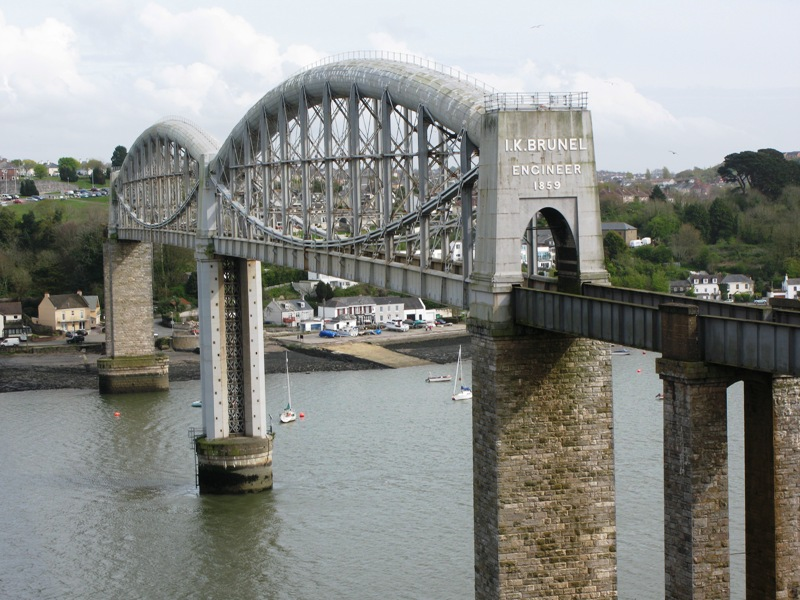
De Royal Albert Bridge

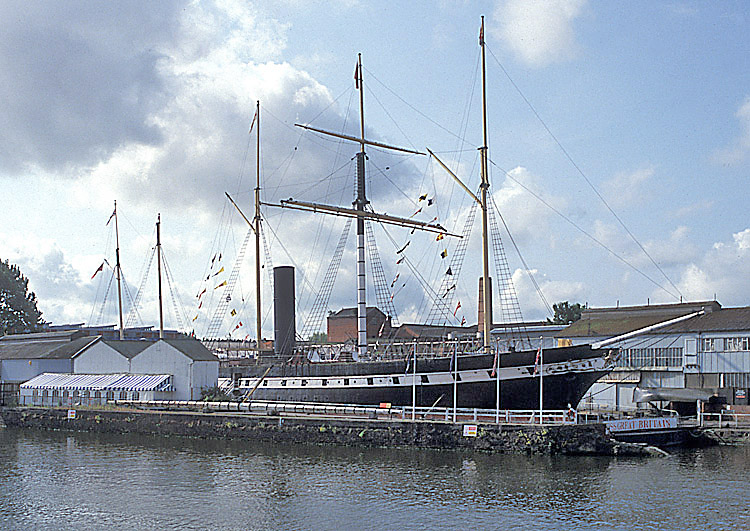
Great Britain

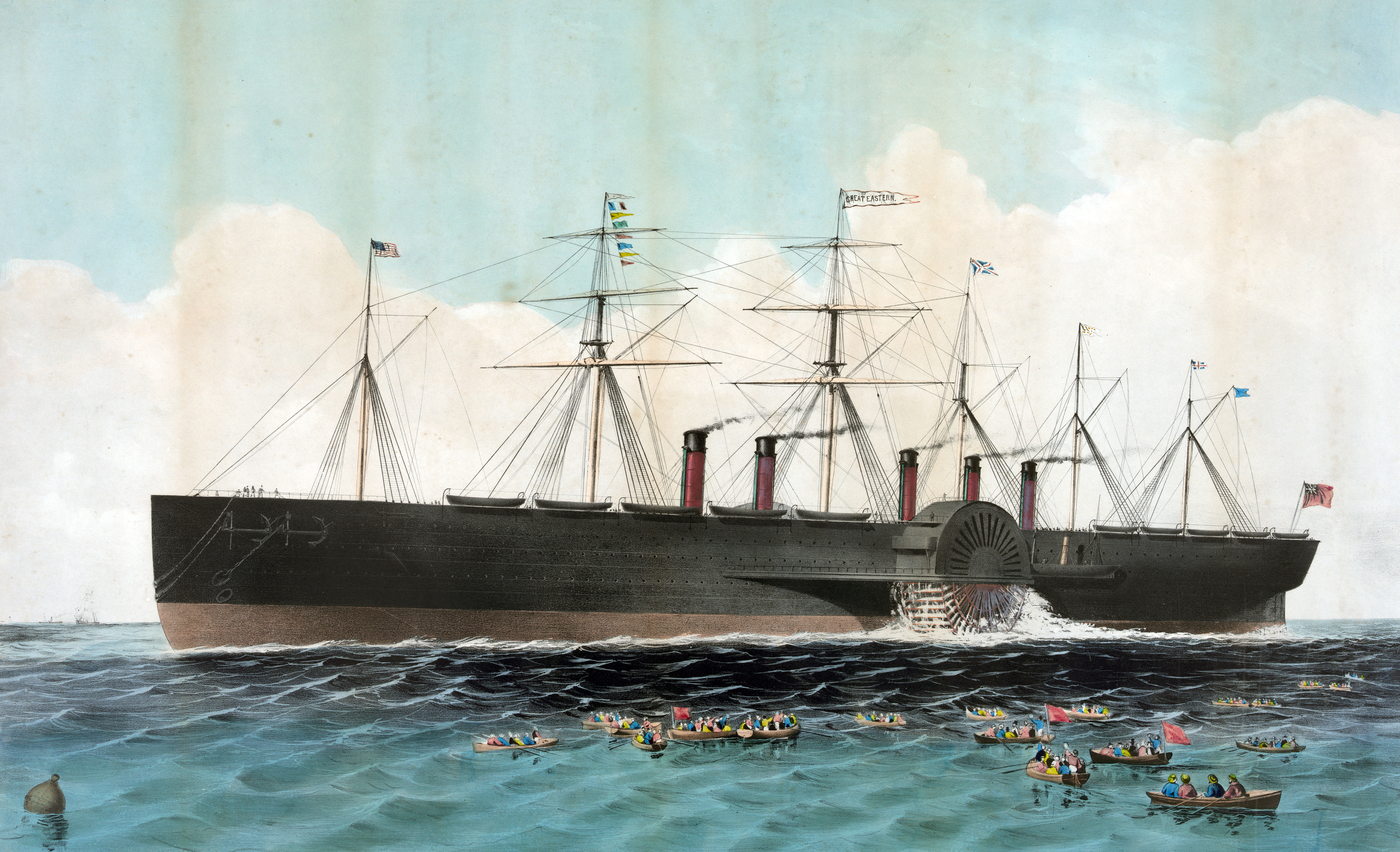
Great Eastern

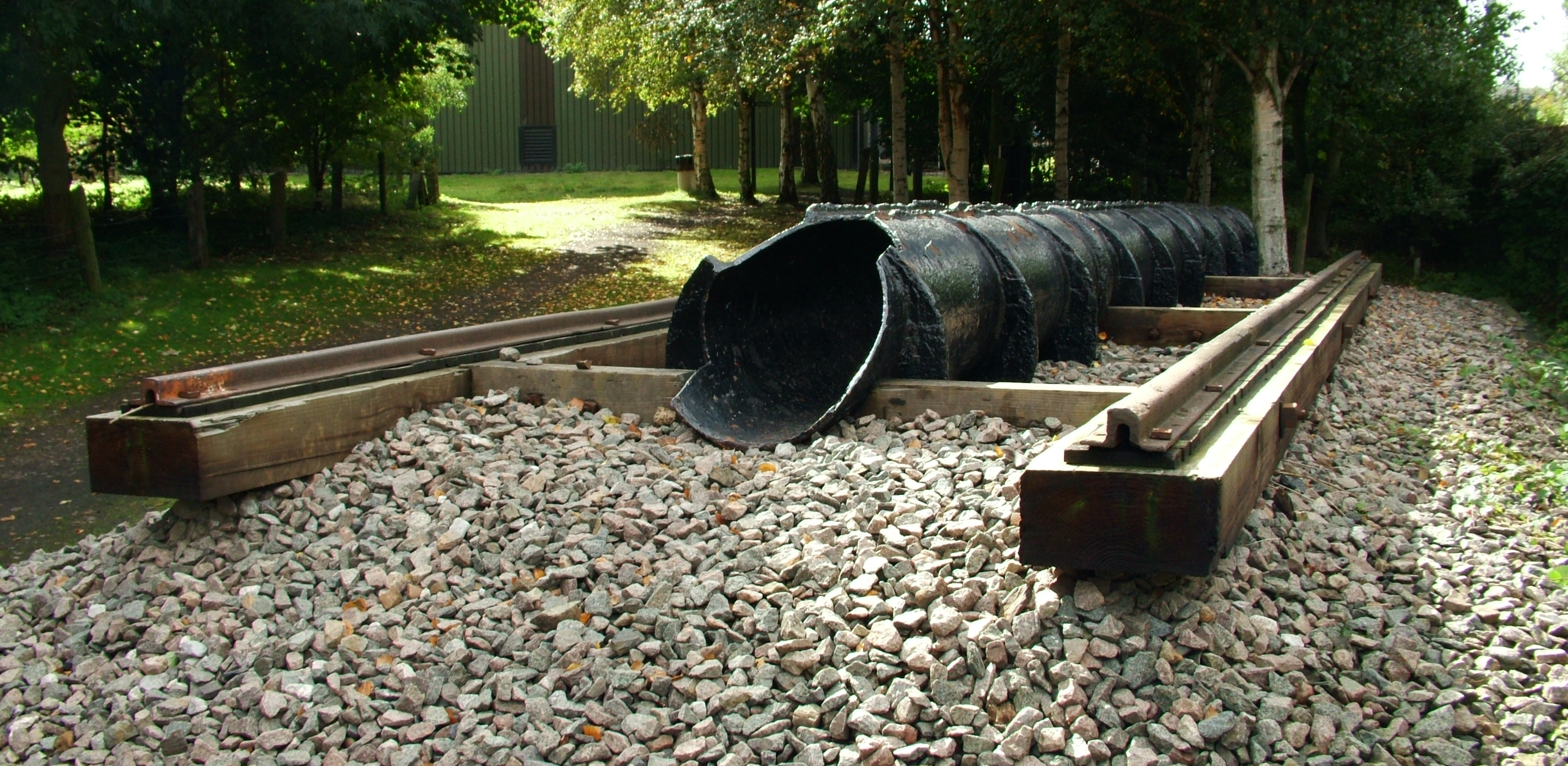
Restant van de Atmospheric Railway (in het Didcot Railway Centre)

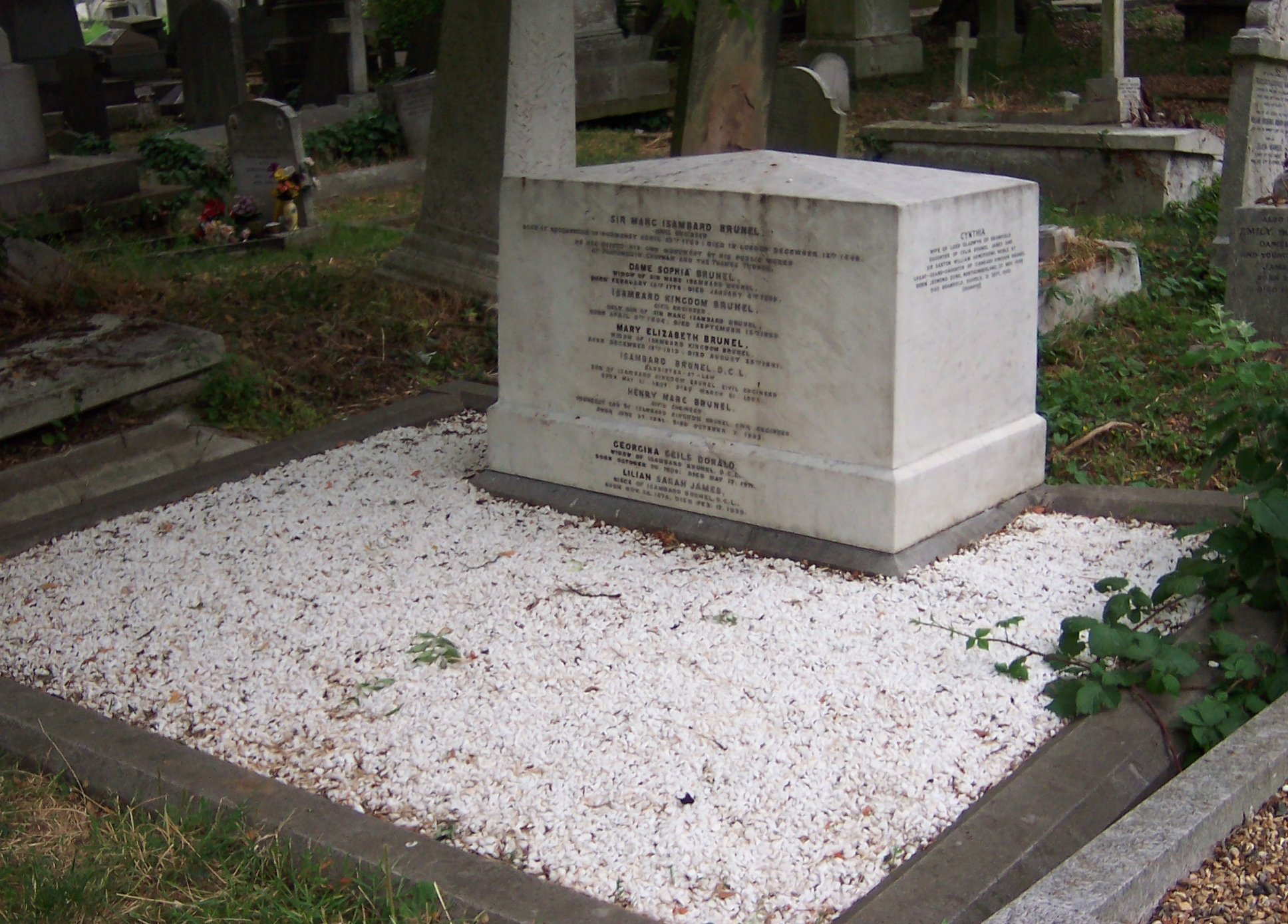
Familiegraf

Isambard Kingdom Brunel (Portsmouth, 9 april 1806 – Londen, 15 september 1859) was een Britse ingenieur. Hij werd geboren als zoon van de bekende ingenieur Marc Isambard Brunel.

## Jeugd en opleiding
Isambard Kingdom Brunel werd geboren op 9 april 1806 in een huis in Britain Street op het eiland Portsea bij Portsmouth. Hij werd Isambard genoemd naar zijn vader, de Franse ingenieur Marc Isambard Brunel en Kingdom naar zijn Engelse moeder, Sophia Kingdom. Hij had twee oudere zussen, Sophia en Emma. Zijn vader was in 1799 vanuit Frankrijk naar Engeland geëmigreerd.
In 1808 verhuisde het hele gezin naar Lindsay Row in Londen omdat vader daar werkte aan de Thames Tunnel. Ondanks de constante geldzorgen was zijn vader een goede leermeester. Op vroege leeftijd leerde zijn vader hem tekenen en maakte  Brunel kennis met Euclidische meetkunde. Verder leerde hij Frans en de basisprincipes van techniek.
Toen hij acht jaar oud was ging hij naar een internaat waar hij klassieke talen leerde. Zijn vader stond op een goede opleiding en Brunel werd op 14-jarige leeftijd ingeschreven aan de Universiteit van Caen en vervolgens aan het Lycée Henri-IV in het centrum van Parijs. Toen hij 15 jaar oud was raakte zijn vader in grote financiële problemen. Hij dreigde met een verhuizing naar Rusland. De Britse regering zag de prominente ingenieur liever niet vertrekken en besloot de schulden over te nemen onder de voorwaarde dat vader Marc het land niet zou verlaten. Brunel voltooide zijn studie aan het Lycée Henri-IV in 1822. Zijn vader droeg hem voor als kandidaat voor de École polytechnique, maar als buitenlander werd hij niet toegelaten. Eind 1822 keerde Brunel terug naar Engeland en kreeg hij een baan in het bedrijf bij zijn vader.

## Thames Tunnel
De vader van Brunel, Marc, was de hoofdingenieur van de Thames Tunnel in Londen. Op 20-jarige leeftijd werd Brunel aangesteld als hoofdingenieur bij de bouw hiervan. Dit was de eerste geboorde tunnel van een dergelijke omvang, hoewel er in feite nog geen gebruik gemaakt werd van een boormachine: de tunnel werd met de hand gegraven. Wel werd gebruikgemaakt van een ijzeren schild dat het instorten van de tunnel, voordat de gemetselde bekleding kon worden aangebracht, moest voorkomen. De bouw ondervond moeilijkheden, onder meer door zeer slechte werkomstandigheden (het water van de Thames was in feite verdund rioolwater) en de instabiele bodem (in plaats van de verwachte klei werd een mengsel van zand en grind aangetroffen). Meerdere keren vonden overstromingen plaats. De tunnel werd eerst in 1835 geopend. Tot 1869 werd de tunnel gebruikt door voetgangers, daarna werd hij, na ombouw, gebruikt als spoortunnel door de East London Railway.

## Bruggen
Brunel ontwierp en bouwde diverse grote bruggen, waaronder de Clifton Suspension Bridge over de Avon bij Bristol en de Royal Albert Bridge over de Tamar in Cornwall.

## Spoorlijnen
Vanaf 1833 was Brunel hoofdingenieur bij de aanleg van de Great Western Railway van Londen (Paddington station) naar Bristol (Station Bristol Temple Meads). (Het net van de GWR werd later uitgebreid over geheel Zuidoost-Engeland.) Brunel was voorstander van breedspoor (met een spoorwijdte van 2140 mm: dit zou leiden tot meer stabiliteit, meer capaciteit en meer snelheid. De omstandigheid dat de omringende spoorlijnen de normaalspoorwijdte van 1435 mm hadden leidde echter tot de noodzaak tot overstappen door reizigers en overladen van goederen. In 1892 werd de spoorlijn in één weekend omgebouwd tot normaalspoor met de inzet van 3400 man. Reeds enkele decennia eerder was de GWR begonnen met de bouw van rollend materieel dat geschikt was om omgebouwd te worden voor normaalspoor.

## Schepen
Brunel ontwierp en bouwde diverse stoomschepen die zowel qua omvang als qua techniek baanbrekend waren. De Great Western was op dat moment het grootste stoomschip ter wereld; de Great Britain was het eerste geheel metalen schip met schroefaandrijving; de Great Eastern was op dat moment met een lengte van 211 meter op afstand het grootste schip ter wereld. 

## Atmospheric Railway
Een weinig succesvol project van Brunel was de aanleg van een spoorlijn van Exeter naar Plymouth, waarbij de treinen werden voortbewogen door een vacuüm in een tunnel tussen de rails. De tunnel had een sleuf aan de bovenzijde, afgesloten met lederen kleppen. Het vacuüm werd opgewekt door pompstations. Het talk dat gebruikt werd om de kleppen soepel te houden trok echter ratten aan, die gaten in het leer knaagden, waardoor de onderdruk steeds wegviel. Het project werd reeds na ruim een half jaar in september 1848 beëindigd.

## Privéleven
Brunel trouwde op 5 juli 1836 met Mary Elizabeth Horsley (1813-1881). Ze was de oudste dochter van componist William Horsley. Het echtpaar ging wonen in een huis in Duke Street in Londen. Ze kregen drie kinderen: Isambard Brunel Junior (1837-1902), Henry Marc Brunel (1842-1903) en Florence Mary Brunel (1847-1876). Henry Marc werd later ook een succesvol civiel ingenieur.
Brunel was een zware roker. Op 5 september 1859 kreeg hij een beroerte, hij was toen bezig aan de bouw van de Great Eastern. Hij stierf tien dagen later in het ziekenhuis - naar verluidt - toen hij het nieuws vernam dat een schoorsteen van de Great Eastern was ontploft nadat men was vergeten om een stoomklep te openen. Hij stierf op 15 september en was 53 jaar.

## Waardering
De nagelaten werken van Brunel worden nog steeds zeer bewonderd. Bij de verkiezing in 2002 van de Grootste Brit aller tijden eindigde hij op de tweede plaats, na Winston Churchill, maar vóór mensen als William Shakespeare en Isaac Newton.